# Tilburg
Tilburg este o comună în provincia Brabantul de Nord, Țările de Jos.